# Bystřice pod Lopeníkem
Obec Bystřice pod Lopeníkem se nachází v okrese Uherské Hradiště ve Zlínském kraji. Žije zde 856 obyvatel. Obcí protéká potok Bystřička (někde uváděný jako Nivnička) a do ní se zhruba v polovině obce vlévá Pivný potok. Velká část obce patří do CHKO Bílé Karpaty. V létě roku 2016 zde bylo otevřeno Bystřické muzeum lidové kultury. V okolí obce vyvěrá až okolo 30 studánek. Je jednou z pěti obcí, která spadá do mikroregionu Východní Slovácko. V roce 2004 byla vybudována od horního konce obce asfaltová cyklostezka vedoucí téměř až k motorestu Rasová.

## Historie
První písemná zmínka o obci pochází z roku 1405.

## Pamětihodnosti
- Kaple svatého Josefa
- Kapličky Nanebevzetí Panny Marie a svaté Anny

## Galerie

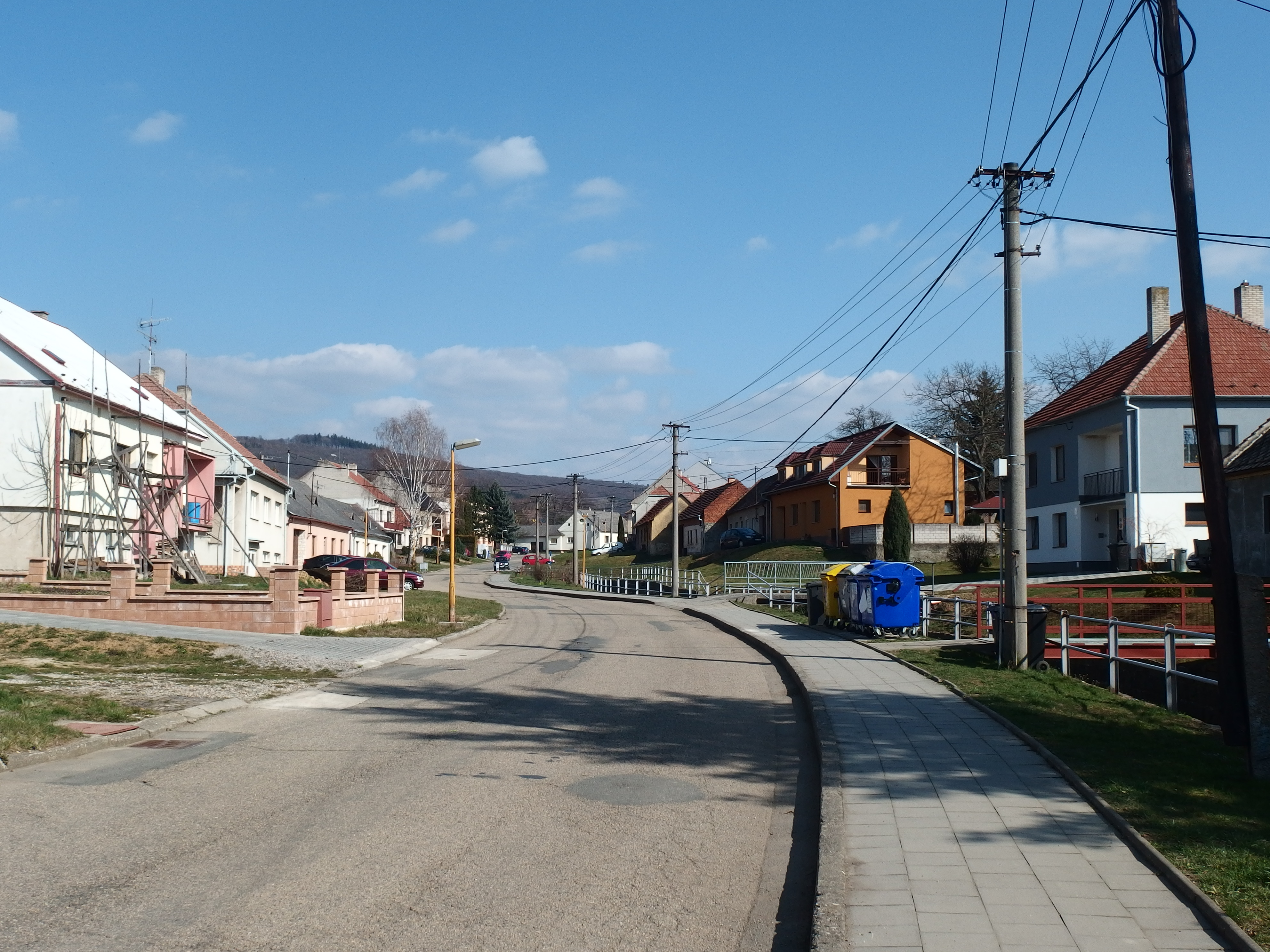
Hlavní ulice
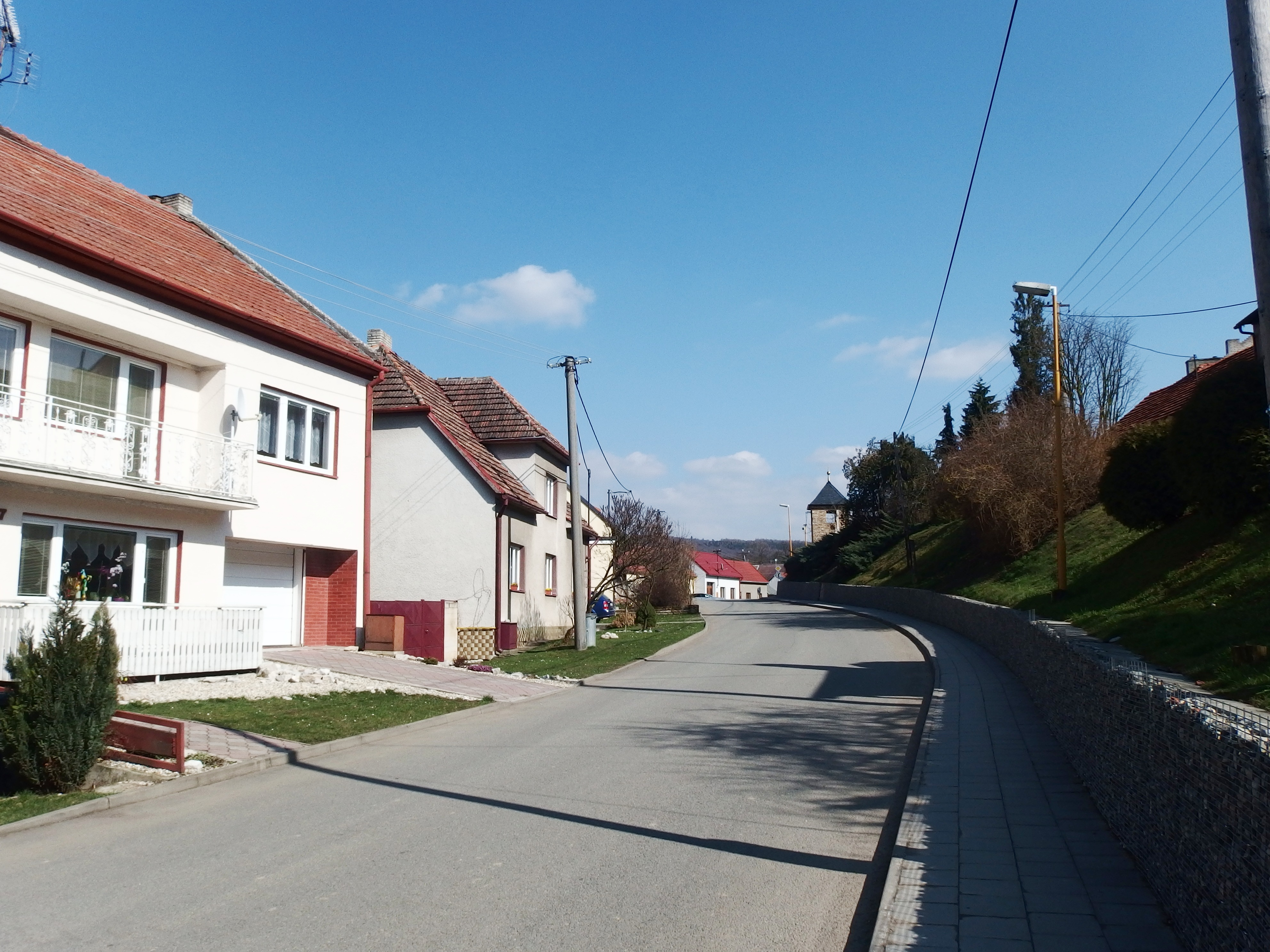
Hlavní ulice
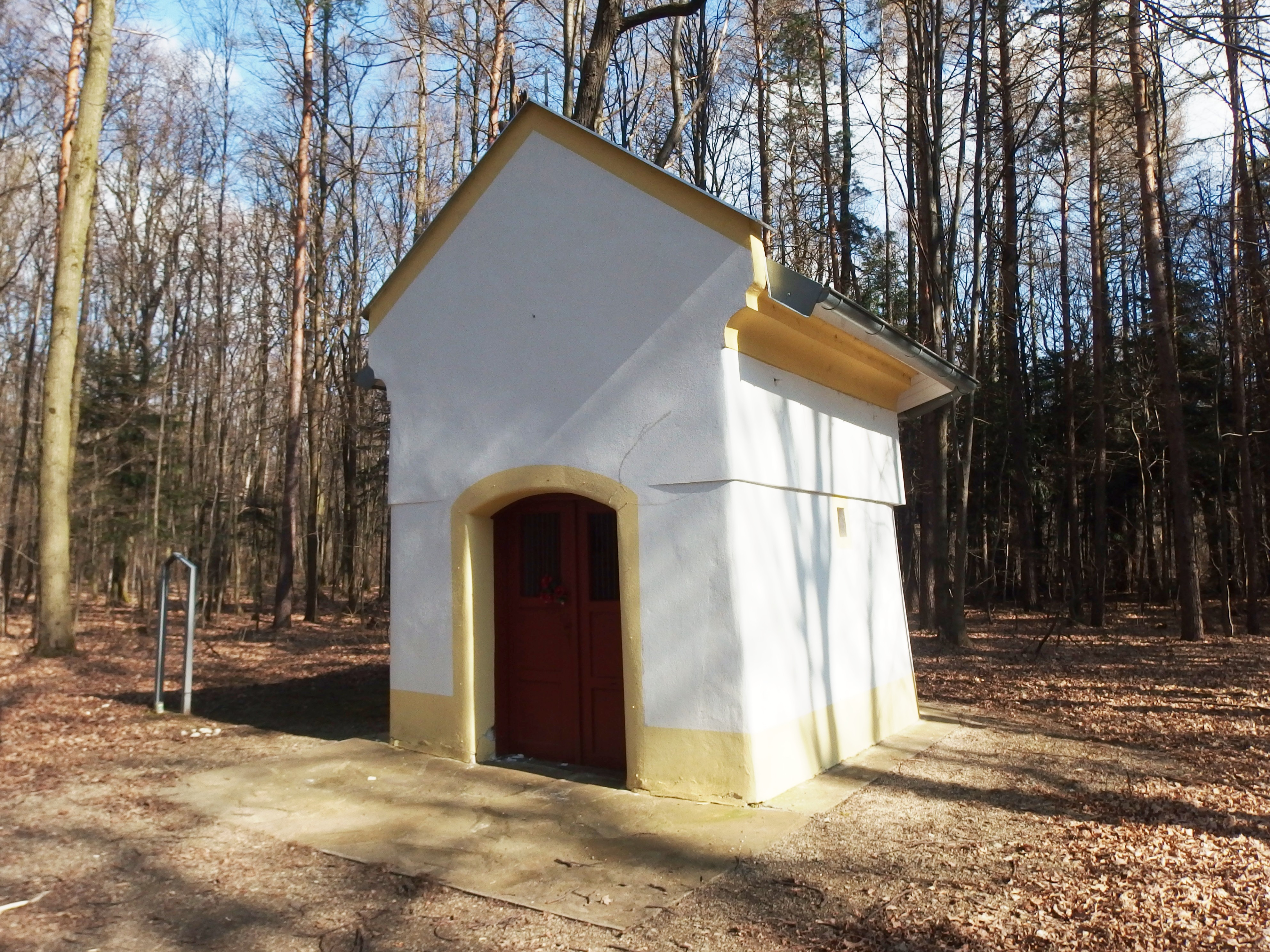
Kaple Nanebevzetí Panny Marie
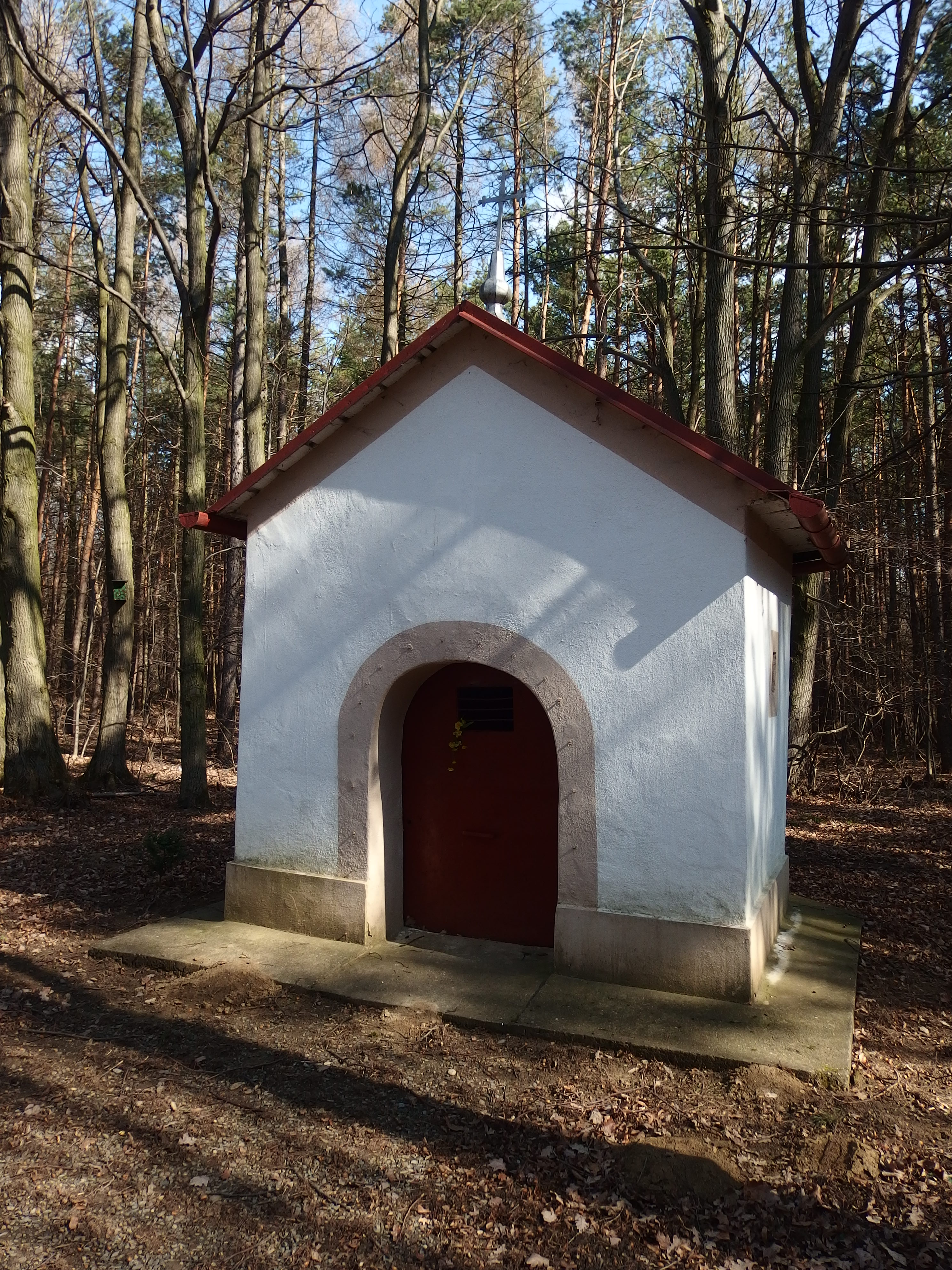
Kaple sv. Anny
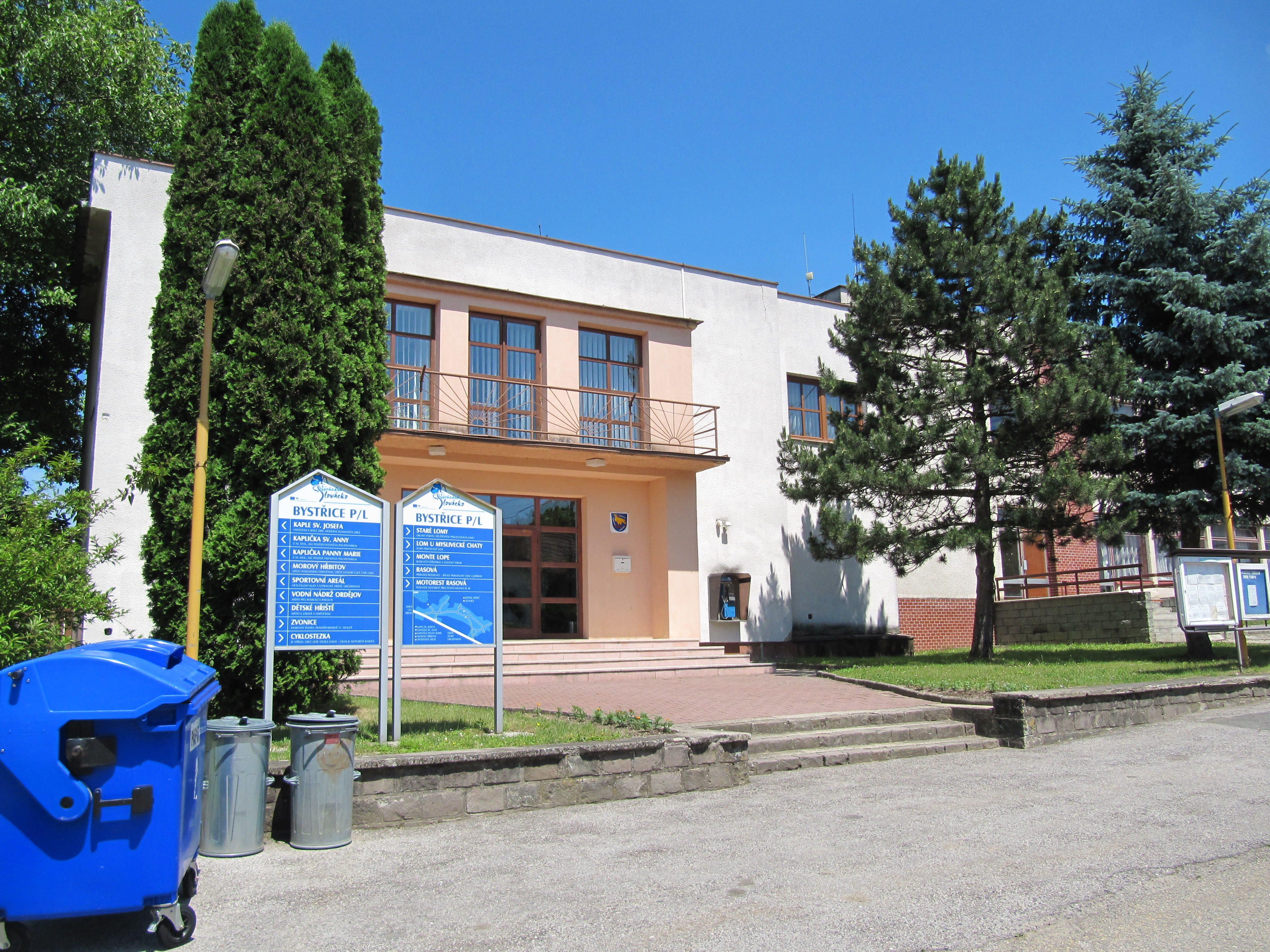
Obecní úřad
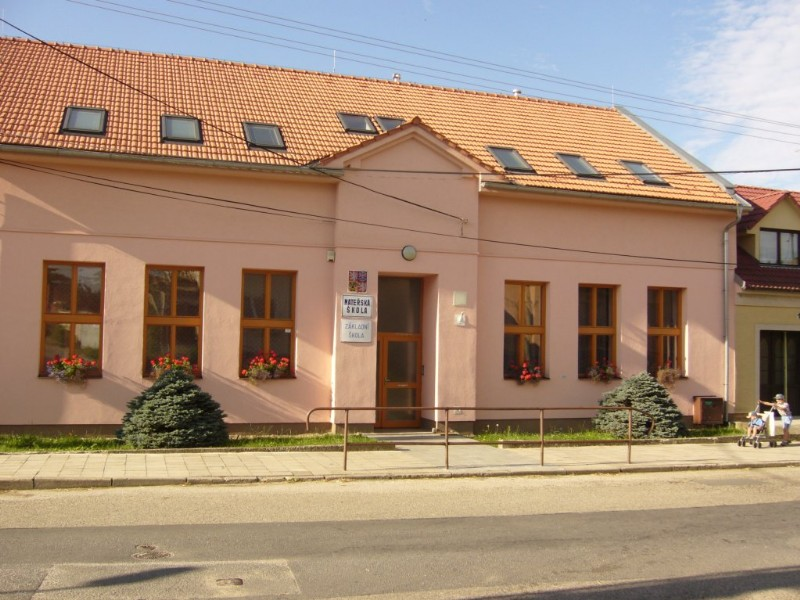
Základní škola
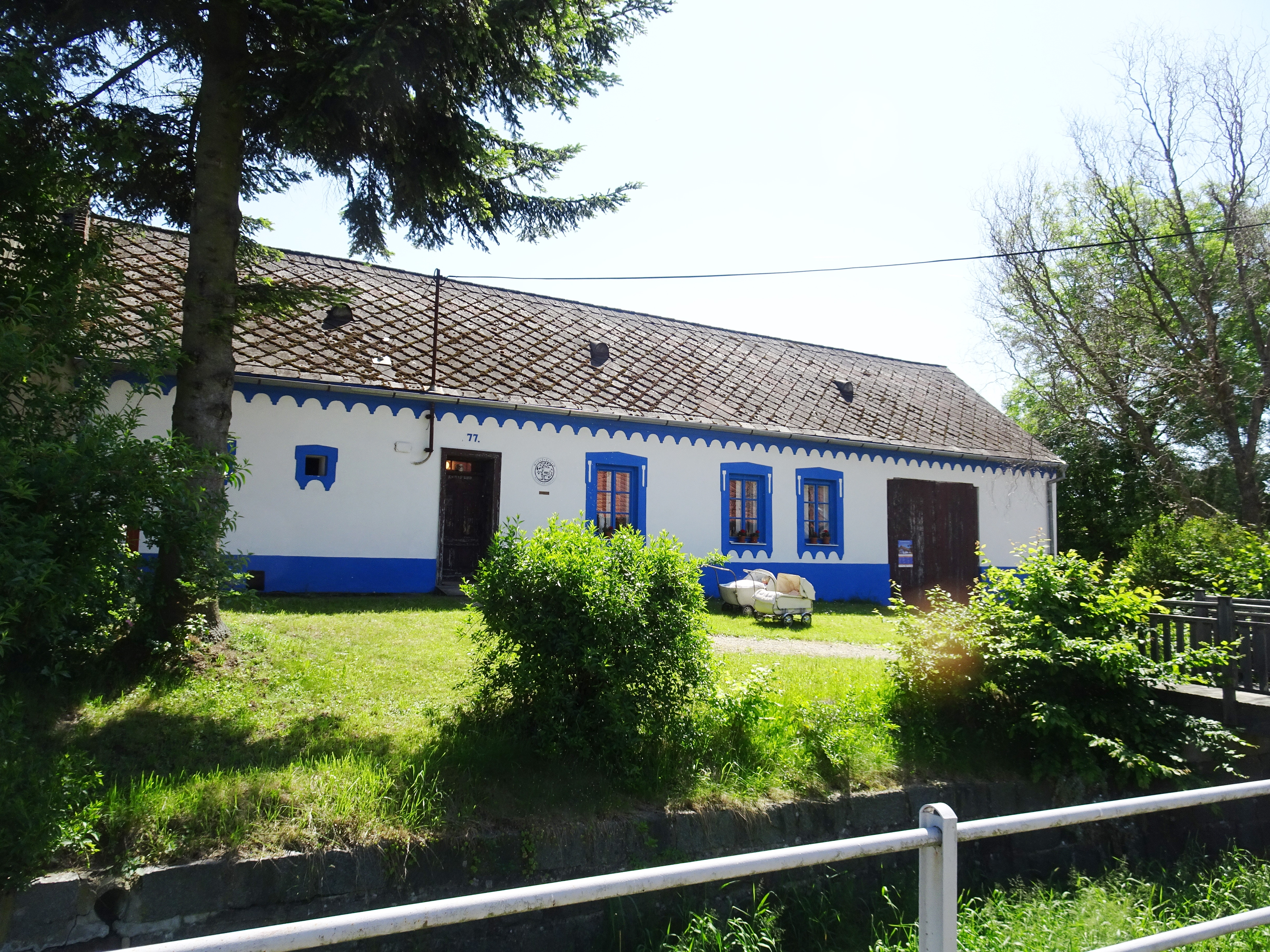
Muzeum
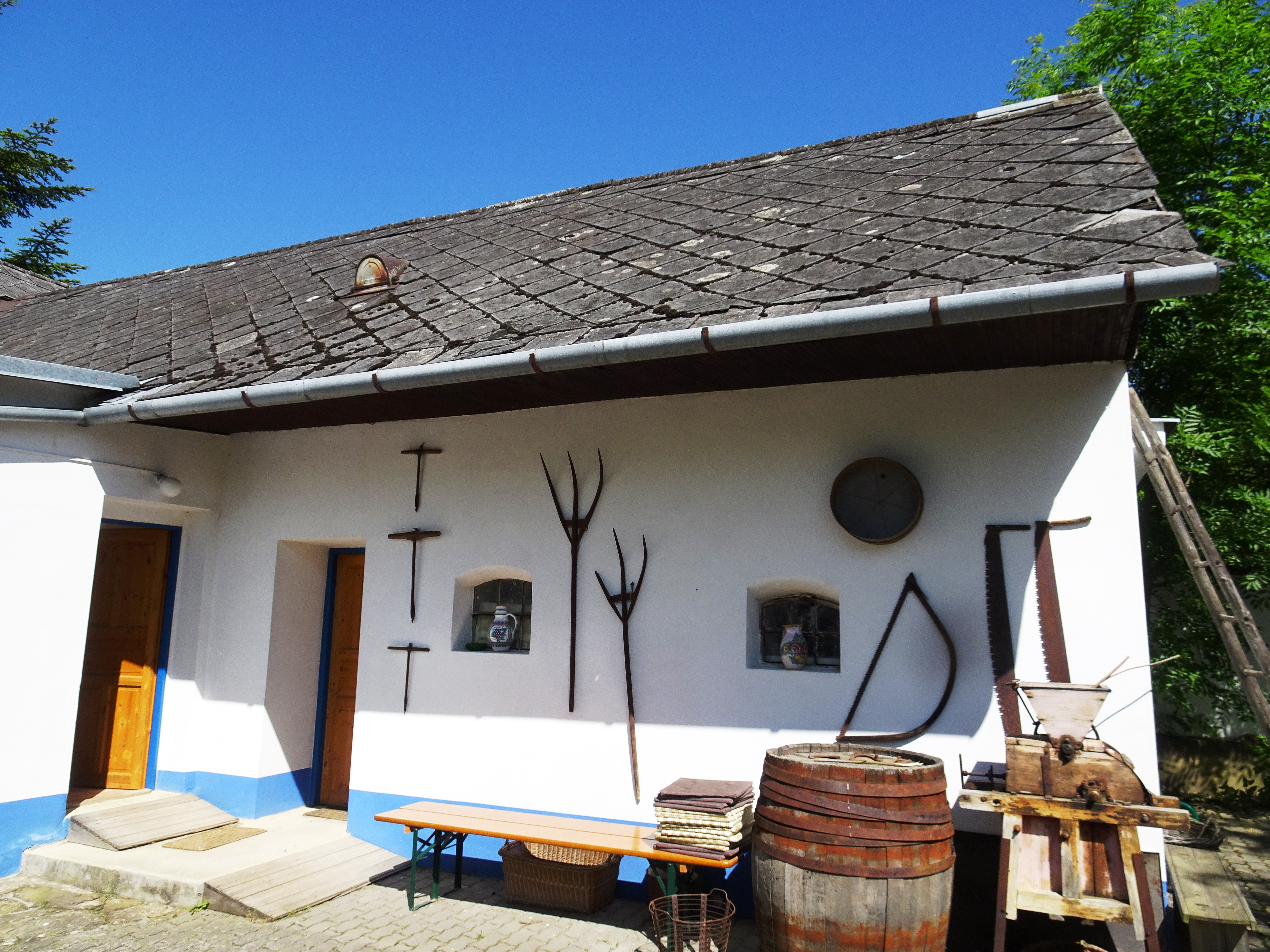
Dvorek muzea
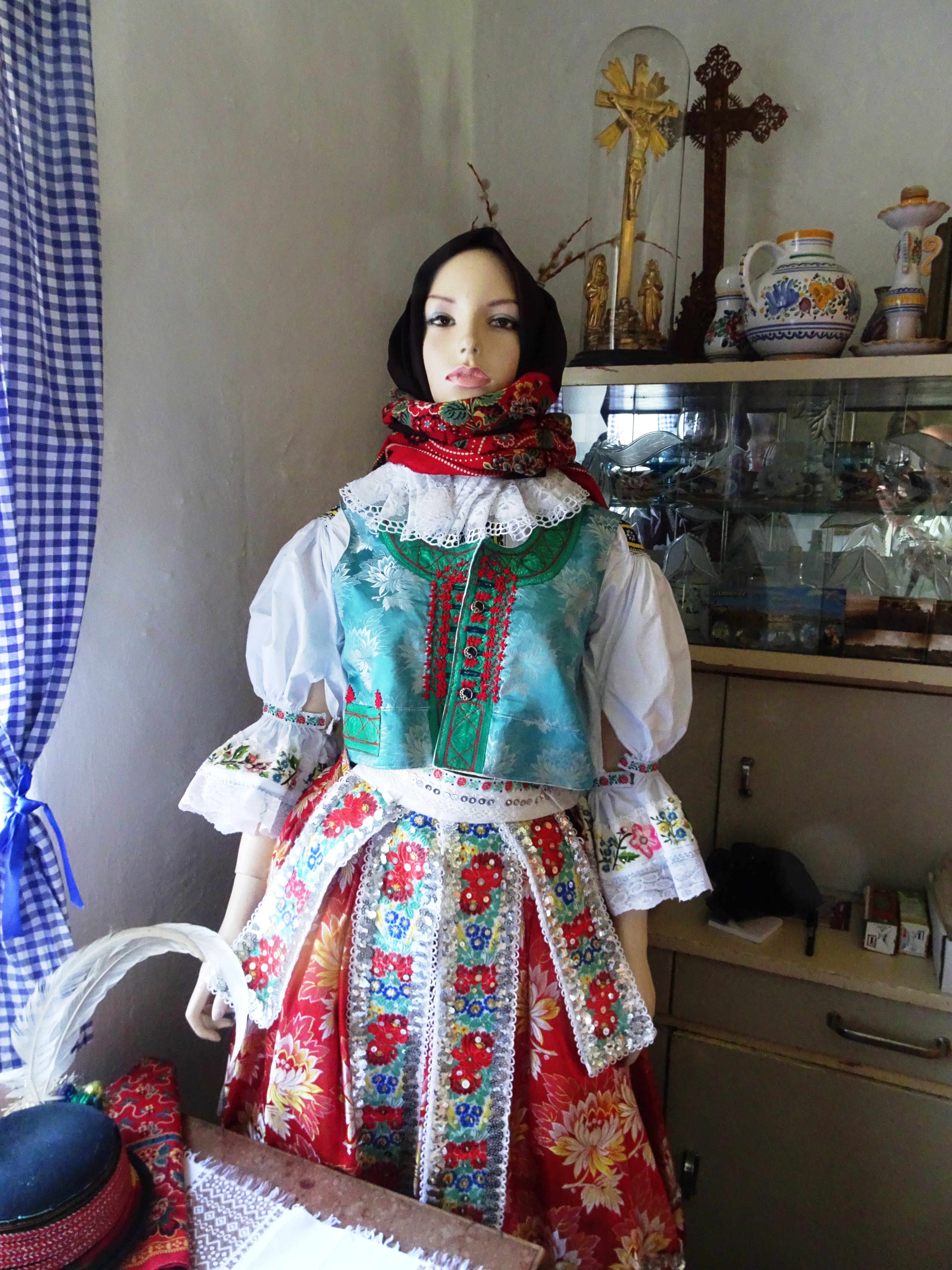
Dívčí kroj
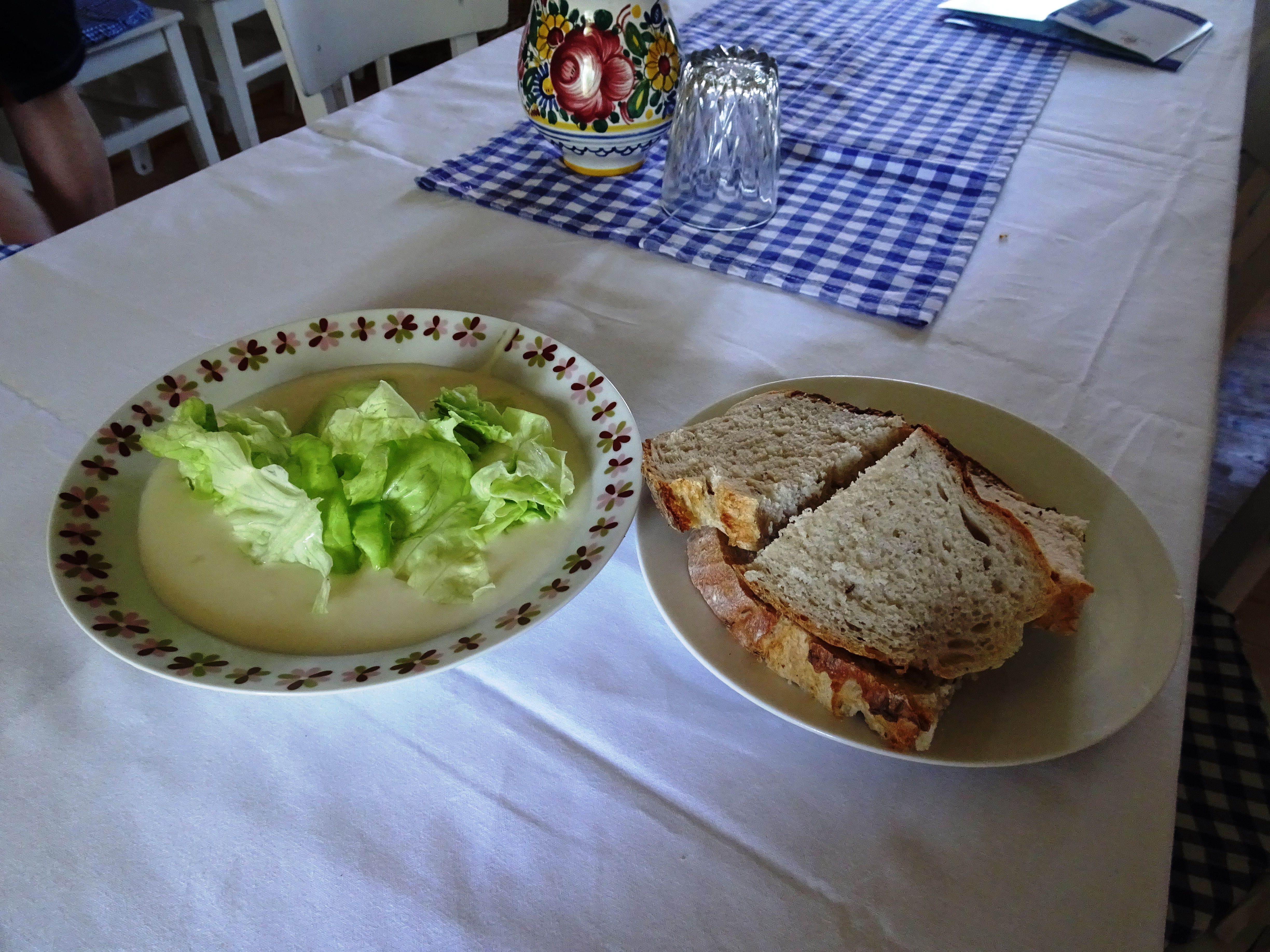
Salátová máčka, tradiční jídlo

## Poloha
Střed obce leží v průměrné výšce 360 m n. m. Katastr se rozkládá v nadmořské výšce 330 ( okolí přehrady Ordějov) až 698 m n. m. (Vysoký vrch), který se vypíná jihovýchodně nad obcí směrem k Mikulčinu vrchu.